# John Beavan, Baron Ardwick
John Cowburn Morgan Beavan, Baron Ardwick (* 19. April 1910 in Manchester; † 18. August 1994 in Wimbledon, London) war ein britischer Journalist und Politiker.

## Karriere
John Beavan war Reporter für die Manchester Evening News. 1943 wurde er deren Herausgeber. Zwischen 1946 und 1955 war er Herausgeber des The Guardian. Er war politischer Berater der Mirror Group und von 1960 bis 1962 Herausgeber des Daily Mirror.
Er gehörte der Labour Party an, wurde am 16. Januar 1970 als Baron Ardwick, of Barnes in the London Borough of Richmond upon Thames, zum Life Peer erhoben und wurde dadurch Mitglied des House of Lords. Von 1975 bis 1979 war er zudem Mitglied des Europäischen Parlaments.
Er war verheiratet und hatte eine Tochter und einen unehelichen Sohn, der der Vater von Boris Johnsons Gattin Carrie Johnson ist.